# Theodor Pritsch
Theodor Pritsch (* 16. Oktober 1900 in Budweis; † 17. Oktober 1974 in Linz) war ein oberösterreichischer Politiker (CS/ÖVP) und Polizeibeamter. Er war Gemeinderat der Stadt Linz, von 1945 bis 1966 Abgeordneter zum Oberösterreichischen Landtag und von 1955 bis 1966 Landesrat in der Oberösterreichischen Landesregierung.

## Ausbildung und Beruf
Pritsch absolvierte nach der Volks- und Hauptschule die Handelsschule und arbeitete zwischen 1918 und 1927 als Angestellter des Magistrats in Linz. 1927 wechselte er zur Bundespolizeidirektion Linz und arbeitete als Rechnungsprüfer, wobei er bis zum Wirklichen Amtsrat aufstieg. Nach der Machtübernahme der Nationalsozialisten wurde er 1938 verhaftet und 1939 aus dem Dienst entlassen, woraufhin Pritsch als Buchhalter in Marchtrenk bei der Sternmühle arbeitete. Im Herbst 1940 wurde er neuerlich wegen des Verdachts des Hochverrates für mehr als einen Monat inhaftiert. Er arbeitete nach dem Zweiten Weltkrieg von 1945 bis 1955 als Leiter der Präsidialkanzlei der Polizeidirektion Linz. 1954 wurde er zum Regierungsrat ernannt. 

## Politik und Funktionen
Pritsch war ab 1914 Mitglied des Reichsbundes der Katholischen Jugend Österreichs und wurde 1918 Mitglied der Christlichsozialen Partei. Zudem war er Mitglied des Mittelschulkartellverbandes Nibelungia. begann seine politische Karriere als Gemeinderat in Linz, in dem er die Christlichsoziale Partei Österreichs zwischen 1930 und 1934 vertrat. Danach war er als Berufsgruppenvertreter des Öffentlichen Dienstes von 1934 bis 1938 Mitglied des Linzer Gemeinderates. 1945 war Pritsch Mitbegründer des Österreichischen Arbeiter- und Angestelltenbundes, wobei er in der Folge zwischen 1960 und 1966 als Obmann der Oberösterreichischen Landesgruppe des Arbeiter- und Angestelltenbundes aktiv war. Des Weiteren wirkte er von 1960 bis 1966 als Obmann-Stellvertreter der Landesgruppe Oberösterreich der Österreichischen Volkspartei und vertrat die ÖVP-Oberösterreich ab dem 13. September 1945 im Oberösterreichischen Landtag. Am 19. November 1955 wurde Pritsch als Landesrat in der Oberösterreichischen Landesregierung angelobt, wobei ihm das Ressort Sport unterstand und er Personalchef der Landesbediensteten und Wohnbaufachmann wurde. Per 19. Oktober 1966 schied Pritsch als Landesrat aus der Landesregierung bzw. als Abgeordneter aus dem Landtag aus.

## Privates
Pritsch wurde als Sohn eines Bahnbeamten geboren und war ab 1924 verheiratet sowie  Vater von zwei Kindern.

## Auszeichnungen
- Goldener Ehrenring des Österreichischen Arbeiter- und Angestelltenbundes (ÖAAB)
- Ehrenobmann des ÖAAB Landesgruppe Oberösterreich